# Joe Weatherly 150 1964
Joe Weatherly 150 1964 var ett stockcarlopp ingående i Nascar Grand National Series (nuvarande Nascar Cup Series) som kördes 12 april 1964 på den 0,9 mile (1,448 km) långa ovalbanan Orange Speedway i Hillsborough i North Carolina. Totalt avverkades 150,3 miles (241,884 km) fördelat på 167 varv. Banunderlaget var dirt. Loppet vanns av David Pearson i en Dodge på tiden 1:48.14 körande för Cotton Owens. Pearsons snitthastighet uppgick till 99,784 mph. Han var vid målgång ensam förare på ledarvarvet, tre varv före tvåan Dick Hutcherson. Prispotten uppgick till 6 800 dollar, varav 1 400 dollar gick till segraren.
Loppet är uppkallat efter Joe Weatherly som förolyckades 19 januari 1964 på Riverside International Raceway.

## Resultat
| Plc     | Nr | Förare           | Team/ bilägare       | Konstruktör | Start | Varv | Ledda varv |
| ------- | -- | ---------------- | -------------------- | ----------- | ----- | ---- | ---------- |
| 1       | 6  | David Pearson    | Cotton Owens         | Dodge       | 1     | 167  | 116        |
| 2       | 1  | Dick Hutcherson  | Dick Hutcherson      | Ford        | 7     | 164  | 0          |
| 3       | 36 | Larry Thomas     | Wade Younts          | Dodge       | 11    | 160  | 0          |
| 4       | 31 | Ralph Earnhardt  | Tom Spell            | Ford        | 26    | 160  | 0          |
| 5       | 23 | Bobby Keck       | Leland Colvin        | Ford        | 19    | 155  | 0          |
| 6       | 02 | Curtis Crider    | Curtis Crider        | Mercury     | 12    | 155  | 0          |
| 7       | 34 | Wendell Scott    | Scott Racing         | Chevrolet   | 14    | 152  | 0          |
| 8       | 83 | Worth McMillion  | Worth McMillion      | Pontiac     | 23    | 143  | 0          |
| 9       | 3  | Junior Johnson   | Fox Racing           | Dodge       | 3     | 131  | 0          |
| 10      | 86 | Neil Castles     | Buck Baker Racing    | Chrysler    | 22    | 127  | 0          |
| 11      | 66 | Elmo Langley     | Ratus Walters        | Ford        | 13    | 119  | 0          |
| 12      | 43 | Richard Petty    | Petty Enterprises    | Plymouth    | 2     | 117  | 12         |
| 13      | 78 | Buddy Arrington  | Arrington Racing     | Dodge       | 15    | 106  | 0          |
| 14      | 45 | LeeRoy Yarbrough | Louis Weathersbee    | Plymouth    | 18    | 102  | 0          |
| 15      | 99 | Gene Hobby       | Barney Humphries     | Dodge       | 17    | 101  | 0          |
| 16      | 01 | Bob Cooper       | Curtis Crider        | Mercury     | 16    | 78   | 0          |
| 17      | 21 | Marvin Panch     | Wood Brothers Racing | Ford        | 4     | 75   | 0          |
| 18      | 98 | Tiny Lund        | Graham Shaw          | Ford        | 10    | 72   | 0          |
| 19      | 81 | John Sears       | John Black           | Dodge       | 24    | 72   | 0          |
| 20      | 11 | Ned Jarrett      | Bondy Long           | Ford        | 5     | 64   | 0          |
| 21      | 2  | Doug Yates       | i.u.                 | Plymouth    | 9     | 62   | 0          |
| 22      | 41 | Maurice Petty    | Petty Enterprises    | Plymouth    | 41    | 55   | 0          |
| 23      | 92 | Buddy Baker      | Ray Osborne          | Ford        | 92    | 43   | 0          |
| 24      | 54 | Jimmy Pardue     | Burton-Robinson      | Plymouth    | 6     | 27   | 0          |
| 25      | 9  | Roy Tyner        | Roy Tyner            | Chevrolet   | 21    | 20   | 0          |
| 26      | 33 | Roy Mayne        | C.L. Kilpatrick      | Chevrolet   | 20    | 13   | 0          |
| 27      | 19 | Larry Frank      | Herman Beam          | Ford        | 27    | 12   | 0          |
| 28      | 40 | Jack Anderson    | i.u.                 | Ford        | 28    | 0    | 0          |
| Källor: |    |                  |                      |             |       |      |            |